# Airbus Military

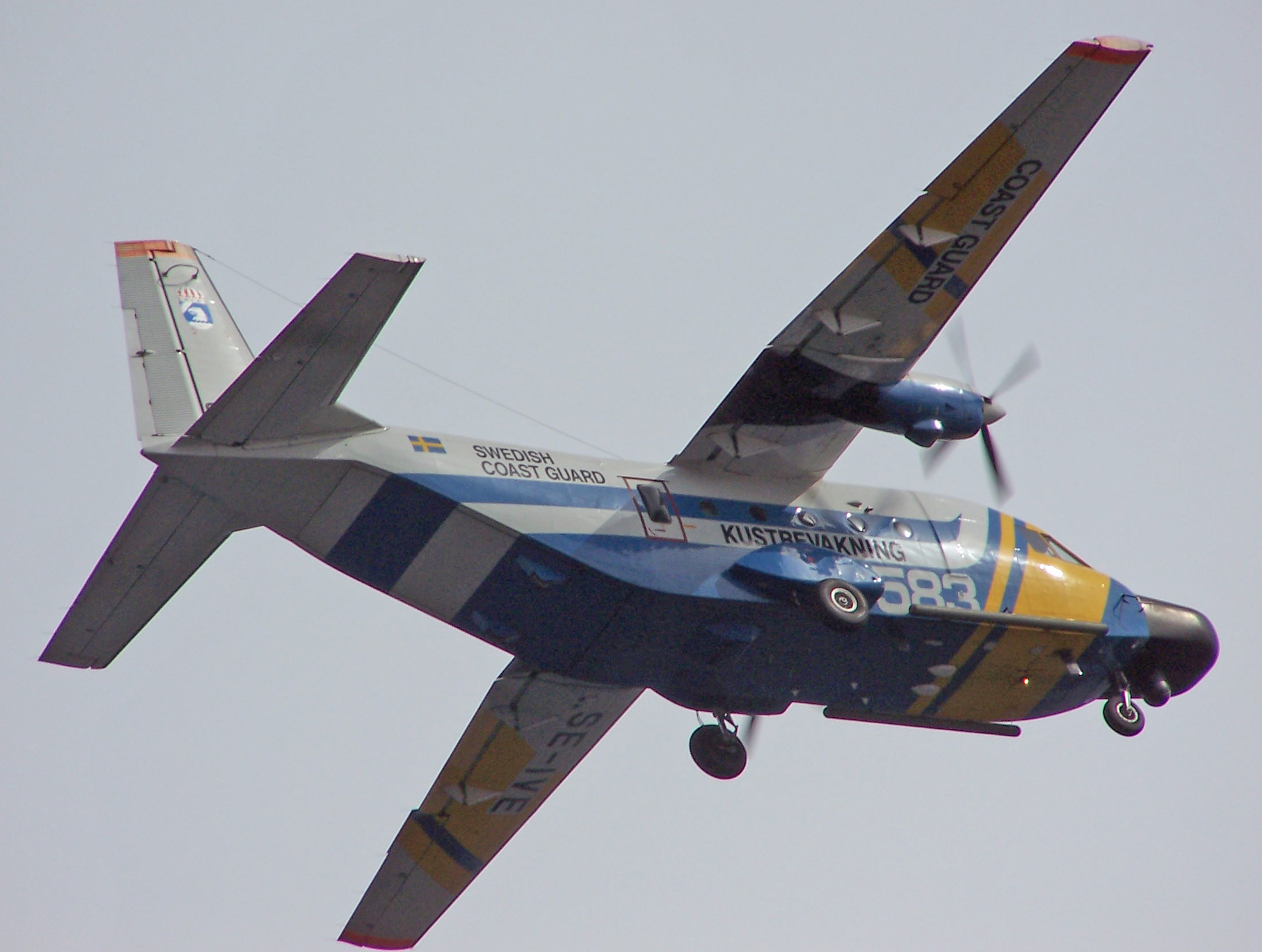
Um CASA C-212 da Guarda Costeira Sueca, fabricado pela Airbus Military.

A Airbus Military foi uma divisão de negócios da Airbus, voltada para a produção de aeronaves militares, com sede em Madrid na Espanha. Foi extinta em janeiro de 2014, com a reestruturação do grupo Airbus EADS.
Foi criada em 1999, com a denominação original Airbus Military Company SAS, para gerenciar o projeto do A400M, aeronave para  transporte militar tático. Em 2003  foi reestruturada, passando a se chamar Airbus Military Sociedad Limitada (AMSL).
O grupo EADS, que tinha a Airbus como subsidiária, também controlava uma divisão denominada Military Transport Aircraft Division (MTAD), fabricante de aeronaves de pequeno e médio porte.
Em dezembro de 2008, a EADS, anunciou a fusão da MTAD com a AMSL, sob o controle da Airbus, o que ocorreu formalmente em abril de 2009, criando a Airbus Military.
O diretor executivo da empresa até a sua reestruturação em janeiro de 2014 era o engenheiro aeronáutico, natural da Espanha, Domingo Ureňa-Raso.
Em janeiro de 2014, as divisões da EADS, Airbus Military, Astrium e Cassidian foram integradas, formando a Airbus Defence and Space, com sede em Munique. A Eurocopter, outra extinta divisão de negócios da Airbus, passou a ser a Airbus Helicopters, sediada em Marselha.
As atividades de projeto e fabricação dos aviões militares da Airbus, A400M e A330 MRTT passaram a ser de responsabilidade da Airbus Defence and Space, que possui unidades na Espanha, Polônia, Estados Unidos e Reino Unido. A Airbus Defence and Space é presidida pelo ex-CEO da Cassidian, Bernhard Gerwert.

## Cronologia
| Cronologia Airbus      |                       |                                                  |                                                  |                                                  |                                                  |                                                  |                                                  |                              |                              |                              |                              |                     |
| 18 de dezembro de 1970 | 01 de janeiro de 1992 | 10 de julho de 2000                              | 18 de setembro de 2000                           | Janeiro de 2001                                  | 01 de dezembro de 2006                           | 01 de abril de 2009                              | 17 de setembro de 2010                           | 17 de janeiro de 2014        | 27 de maio de 2015           | 01 de janeiro de 2017        | 12 de abril de 2017          | 12 de abril de 2017 |
|                        |                       | European Aeronautic Defence and Space Company NV | European Aeronautic Defence and Space Company NV | European Aeronautic Defence and Space Company NV | European Aeronautic Defence and Space Company NV | European Aeronautic Defence and Space Company NV | European Aeronautic Defence and Space Company NV | Airbus Group NV              | Airbus Group SE              | Airbus Group SE              | Airbus SE                    |                     |
| Airbus Industrie GIE   | Airbus Industrie GIE  | Airbus Industrie GIE                             | Airbus Industrie GIE                             | Airbus SAS                                       | Airbus SAS                                       | Airbus SAS                                       | Airbus SAS                                       | Airbus SAS                   | Airbus SAS                   |                              | Airbus SE                    |                     |
| Airbus Industrie GIE   | Airbus Industrie GIE  | Airbus Industrie GIE                             | Airbus Industrie GIE                             |                                                  |                                                  | Airbus Military SAS                              | Airbus Military SAS                              | Airbus Defence and Space SAS | Airbus Defence and Space SAS | Airbus Defence and Space SAS | Airbus Defence and Space SAS |                     |
|                        |                       | EADS Defence and Security                        | EADS Defence and Security                        | EADS Defence and Security                        | EADS Defence and Security                        | EADS Defence and Security                        | Cassidian SAS                                    | Airbus Defence and Space SAS | Airbus Defence and Space SAS | Airbus Defence and Space SAS | Airbus Defence and Space SAS |                     |
|                        |                       | Astrium SAS                                      | Astrium SAS                                      | Astrium SAS                                      | EADS Astrium SAS                                 | EADS Astrium SAS                                 | EADS Astrium SAS                                 | Airbus Defence and Space SAS | Airbus Defence and Space SAS | Airbus Defence and Space SAS | Airbus Defence and Space SAS |                     |
|                        | Eurocopter SA         | Eurocopter SA                                    | Eurocopter SAS                                   | Eurocopter SAS                                   | Eurocopter SAS                                   | Eurocopter SAS                                   | Eurocopter SAS                                   | Airbus Helicopters SAS       | Airbus Helicopters SAS       | Airbus Helicopters SAS       | Airbus Helicopters SAS       |                     |
|                        |                       |                                                  |                                                  |                                                  |                                                  |                                                  |                                                  |                              |                              |                              |                              |                     |
|                        |                       |                                                  |                                                  |                                                  |                                                  |                                                  |                                                  |                              |                              |                              |                              |                     |

## Produtos
- Airbus A330 MRTT
- Airbus A400M Atlas
- CASA C-212 Aviocar
- CASA CN-235
- EADS CASA C-295